# 奥尔滕贝格 (黑森州)
奥尔滕贝格（德語：Ortenberg，發音：[ˈɔʁtn̩bɛʁk] ⓘ）是德国黑森州达姆施塔特行政区韦特劳县的城市，面积54.7平方千米，2023年12月31日人口为8,872人。